# Marcel Sisniega Campbell
Marcel Sisniega Campbell (* 28. Juli 1959 in Chicago; † 19. Januar 2013 in Veracruz) war ein mexikanischer Schachspieler und Regisseur.
Die mexikanische Einzelmeisterschaft konnte er mehrmals gewinnen: 1975 bis 1977, 1979, 1982, 1988 und 1989 in Mexiko-Stadt und 1990 in Villahermosa. Er spielte für Mexiko bei sechs Schacholympiaden: 1978, 1982, 1984 und 1988 bis 1992. Außerdem nahm er einmal an der panamerikanischen Meisterschaft (1991) teil.
Im Jahre 1978 wurde ihm der Titel Internationaler Meister (IM) verliehen. Der Großmeister-Titel (GM) wurde ihm 1992 verliehen. Seine höchste Elo-Zahl war 2540 im Juli 1991.
Sein Bruder Ivar Sisniega Campbell (* 1958) ist ein Moderner Fünfkämpfer, seine Tochter Sofía Sisniega (* 1989) ist eine Schauspielerin.
| Hier fehlt eine Grafik, die leider im Moment aus technischen Gründen nicht angezeigt werden kann. Wir arbeiten daran! |